# Kurt Fehr
Kurt Fehr (* 9. Februar 1897 in Gudnick; † 16. September 1973 in Hilden) war ein deutscher Landrat.

## Leben
Er studierte Zahnmedizin an der Albertus-Universität Königsberg und schloss das Studium mit der Promotion ab. Seit 1919 war er Mitglied der Burschenschaft Alemannia Königsberg (heute zu Kiel). Er trat zum 1. Juni 1929 der NSDAP bei (Mitgliedsnummer 141.518) und wurde als Kreisleiter im Kreis Sensburg eingesetzt. Mit Wirkung vom 1. Januar 1942 übernahm er das Amt des Landrats im Landkreis Schröttersburg. Dieses Amt übte er bis Januar 1945 aus.